# Wałouniki (przystanek kolejowy)
Wałouniki (biał. Валоўнікі, ros. Воловники) – przystanek kolejowy w pobliżu miejscowości Wałouniki, w rejonie mścisławskim, w obwodzie mohylewskim, na Białorusi. Położony jest na linii Orsza - Krzyczew - Uniecza.